# L'Homicide volontaire
Albums de Assassin
Le futur que nous réserve-t-il ? (Vol.1 et Vol.2)
(1993) Touche d'Espoir
(2000)
L'Homicide volontaire est le second album du groupe de rap Assassin, sorti le 2 juin 1995. Il a reçu un disque d'or en 1996. Cet album, caractéristique de l'engagement politique du groupe, est souvent considéré[Par qui ?] comme Le meilleur d'Assassin.
Enregistré et mixé à Los Angeles, l’album est marqué par les influences diverses du groupe (soul, funk, ragga…), ainsi que par la production de Doctor L. Le groupe partira en tournée avec le groupe Kabal que leur label produit également.

## Liste des pistes
| 1.    | Intro                        | Doctor L, Rockin'Squat                 | 01:46 |
| 2.    | Shoota Babylone              | Doctor L, Rockin'Squat                 | 05:51 |
| 3.    | L'odyssée suit son cours     | Doctor L, Rockin'Squat, Ekoué          | 04:13 |
| 4.    | L'Entrechoque des antidotes  | Doctor L, Rockin'Squat, Dj Wicked      | 04:34 |
| 5.    | Légal ou illégal ?           | Doctor L, Rockin'Squat, Nancy Fletcher | 06:09 |
| 6.    | Ce sont des agitateurs !     |                                        | 00:20 |
| 7.    | Quand j'étais petit          | Doctor L, Rockin'Squat, Ekoué          | 05:45 |
| 8.    | Pays extraordinaire          |                                        | 00:22 |
| 9.    | L'État assassine             | Doctor L, Rockin'Squat, Nancy Fletcher | 06:27 |
| 10.   | A titre posthume             | Doctor L, Rockin'Squat, Nancy Fletcher | 05:54 |
| 11.   | L'Égocentrisme de l'assassin | Doctor L, Rockin'Squat                 | 05:51 |
| 12.   | ?? Radio ??                  | Doctor L, Rockin'Squat                 | 01:22 |
| 13.   | Entre dans la classe         | Doctor L, Rockin'Squat                 | 04:26 |
| 14.   | Problème ?                   |                                        | 00:19 |
| 15.   | Guerre Nord-Sud              | Doctor L, Rockin'Squat                 | 03:29 |
| 16.   | Undastand ?                  | Self Universal Wise Dome               | 01:22 |
| 17.   | La flamme s'éteint           | Doctor L, Rockin'Squat                 | 06:25 |
| 18.   | L'Objet                      | Doctor L, Rockin'Squat                 | 04:49 |
| 19.   | Atakamalak                   | Doctor L, Rockin'Squat, Dawan          | 01:57 |
| 20.   | Écrire contre l'oubli        | Doctor L, Rockin'Squat                 | 05:23 |
| 61:11 |                              |                                        |       |